# ういろう (菓子)
ういろう（外郎）は蒸し菓子で和菓子の一種。「外良」「ういろ」「うゐろ」「ういらう」「うゐらう」などの表記が用いられることもある。外郎餅（ういろうもち）とも言う。
以下では、和菓子のういろう（外郎餅）を「ういろう」、薬のういろう（透頂香）を「外郎薬」と表記して区別する。
ういろうは、典型的には米粉などの穀粉に砂糖と湯水を練り合わせ、型に注いで蒸籠で蒸して作る。穀粉には米粉（うるち米、もち米）、小麦粉、ワラビ粉などが用いられ、砂糖には白砂糖、黒砂糖などが用いられる。小豆あん、抹茶など、さまざまなものが加えられることも多い。室町時代のころから存在する黒砂糖を用いた「黒糖ういろう」が本来の姿と考えられている。
和菓子店で売られるういろうは、通常羊羹と同じような棹物として売られることが多い。またういろう皮で餡をくるんだ上生菓子や、ういろうを使った和菓子のちまきもある。
ちなみに、「ういろう」や「外郎」は普通名詞であり、発祥に関わりない第三者による商標登録も認められている。

## 起源

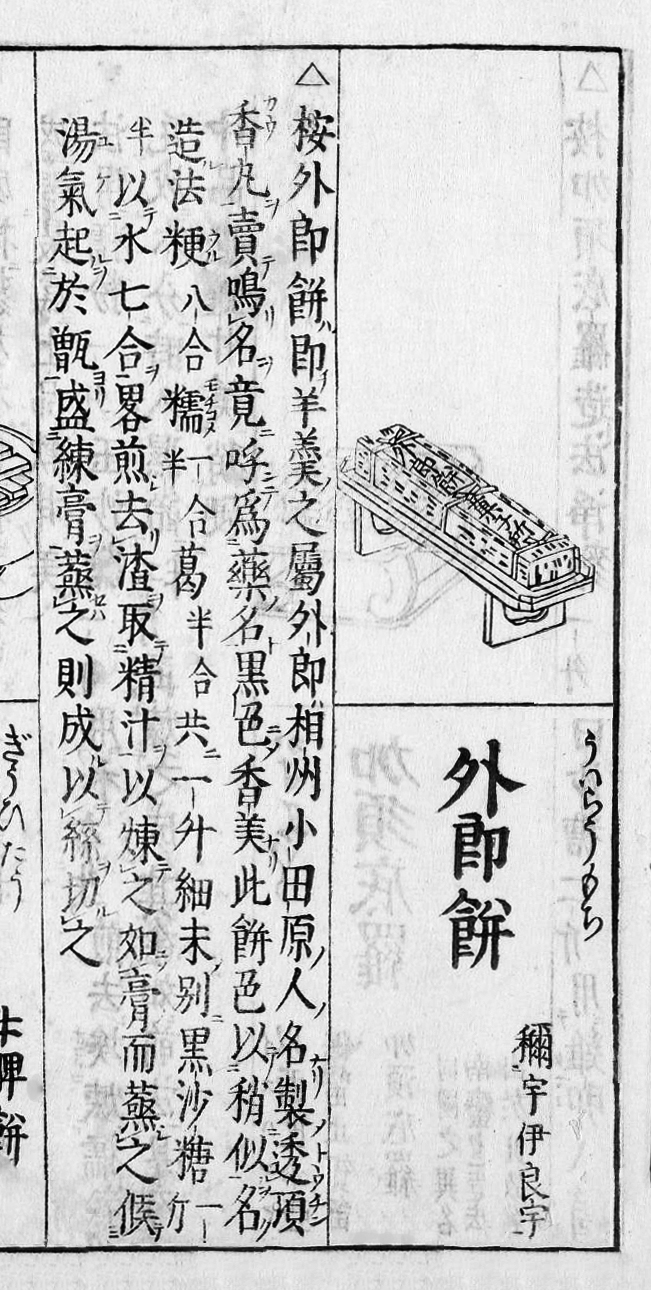
『和漢三才図会』における外郎餅の解説記事

ういろうの起源については以下の2説が通説となっている。
- 江戸時代の百科事典『和漢三才図会』にも見られる、色（黒色[注 1]）が外郎薬（透頂香）に似ていることから「外郎（ういろう）」と呼ばれる菓子になったという説[2][5][6][7][8]。
- 元王朝の瓦解で博多に亡命した陳宗敬の子、宗奇が足利義満の招請で上洛して外郎薬を献上した際に、口直しに添えた菓子に由来するという説[3][6][8]。

以上から、日本におけるういろう発祥の地は、前説を採れば不詳、後説を採れば外郎家初代宗敬の在住した博多、または、2代目宗奇が在住し、ういろうを初めて世に知らしめた京都となる。一方、小田原をういろう発祥の地とする説が唱えられることがあるが、ういろうの元祖を標榜する外郎家の末裔（小田原外郎家）が現在、小田原市に存在することから生じた誤解である。小田原外郎家自身もういろう発祥の地を小田原としていない。なお、宗敬が在住した妙楽寺（福岡県福岡市）では、「ういろう伝来之地」の石碑が1987年（昭和62年）に建立されている。また、発祥に関する独自の伝承が存在する地域もある（ 「各地のういろう」の節を参照のこと）。

## 各地のういろう
江戸時代にはすでに日本各地に製法が広まり、製造販売が行われるようになっていた。現在でも各地の名物となっていることが確認できる。原材料や製法は、製品や地域によって変化に富み、味、食感、見た目にはさまざまなものが存在する。名古屋銘菓の代名詞のような扱いをされているが、他にも小田原市・京都市・山口市のものが比較的知名度が高い。

### 小田原

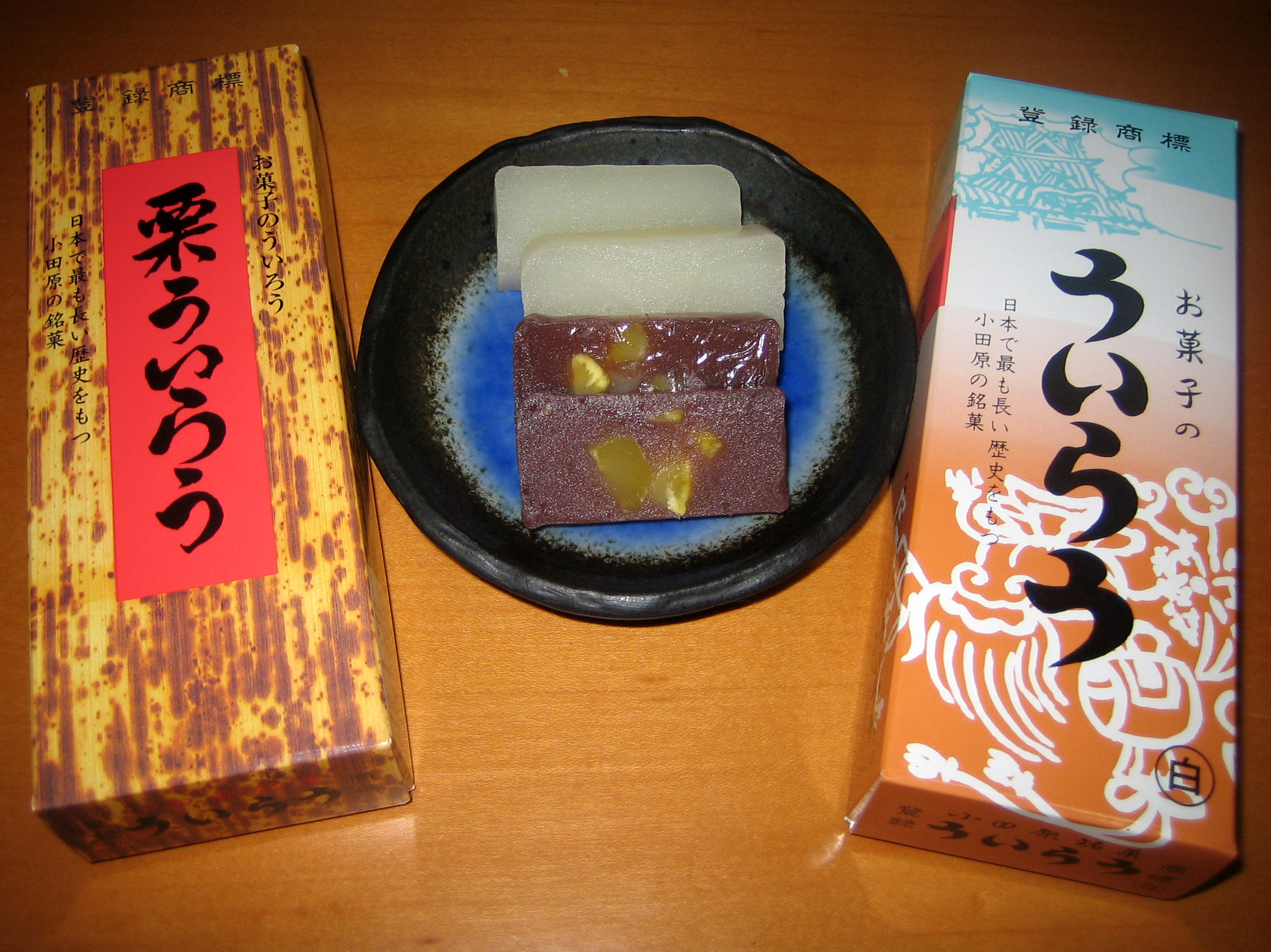
小田原のういろう（株式会社ういろう）

外郎薬を製造する小田原外郎家は、外郎家（京都外郎家）の分家として1504年（永正元年）に成立した。家祖は宇野定治（定春）で、本家4代目の祖田の子とされる。史料による検証では、1520年代（大永年間）にはその活動が確認でき、永正年間成立説は一定の根拠があると考えられている。以後、京都の本家とともに外郎薬の製造を代々行なってきたが、江戸時代の元禄年間頃に本家が衰亡した後は、小田原外郎家が独占的に外郎薬を製造するようになり、現在に至っている。ういろうは京都の本家2代目の宗奇が考案し、外郎薬とともに製法が代々伝えられたとの伝承がある。
明治時代にういろうの販売を開始した。小田原外郎家では「お菓子のういろう」と呼ばれ、外郎薬と区別されている。「白・茶・小豆・黒」と「栗ういろう」「杏仁ういろう（季節限定）」がある。
小田原外郎家は元々薬屋であったため、ういろうに付いてくる説明書きには、胃腸の弱かったり病後の人間や成長期の子供、産婦なども安心して食べられる「栄養菓子」と記載されている。なお小田原城近くの本舗（本店）は、和菓子店や薬局として営業しているほか、1885年（明治18年）の蔵を利用した小規模の企業博物館を併設している 。
小田原外郎家は本家との自負から、青柳総本家（名古屋）や梅寿軒（下関）の商標登録を特許庁が認めたことを不服として、特許庁を相手取って裁判を起こしたが、いずれも敗訴している（前掲）。

### 名古屋

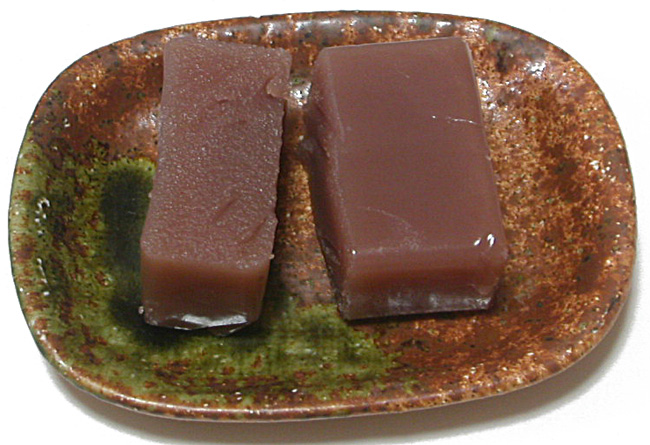
大須ういろの商品「大須ないろ」

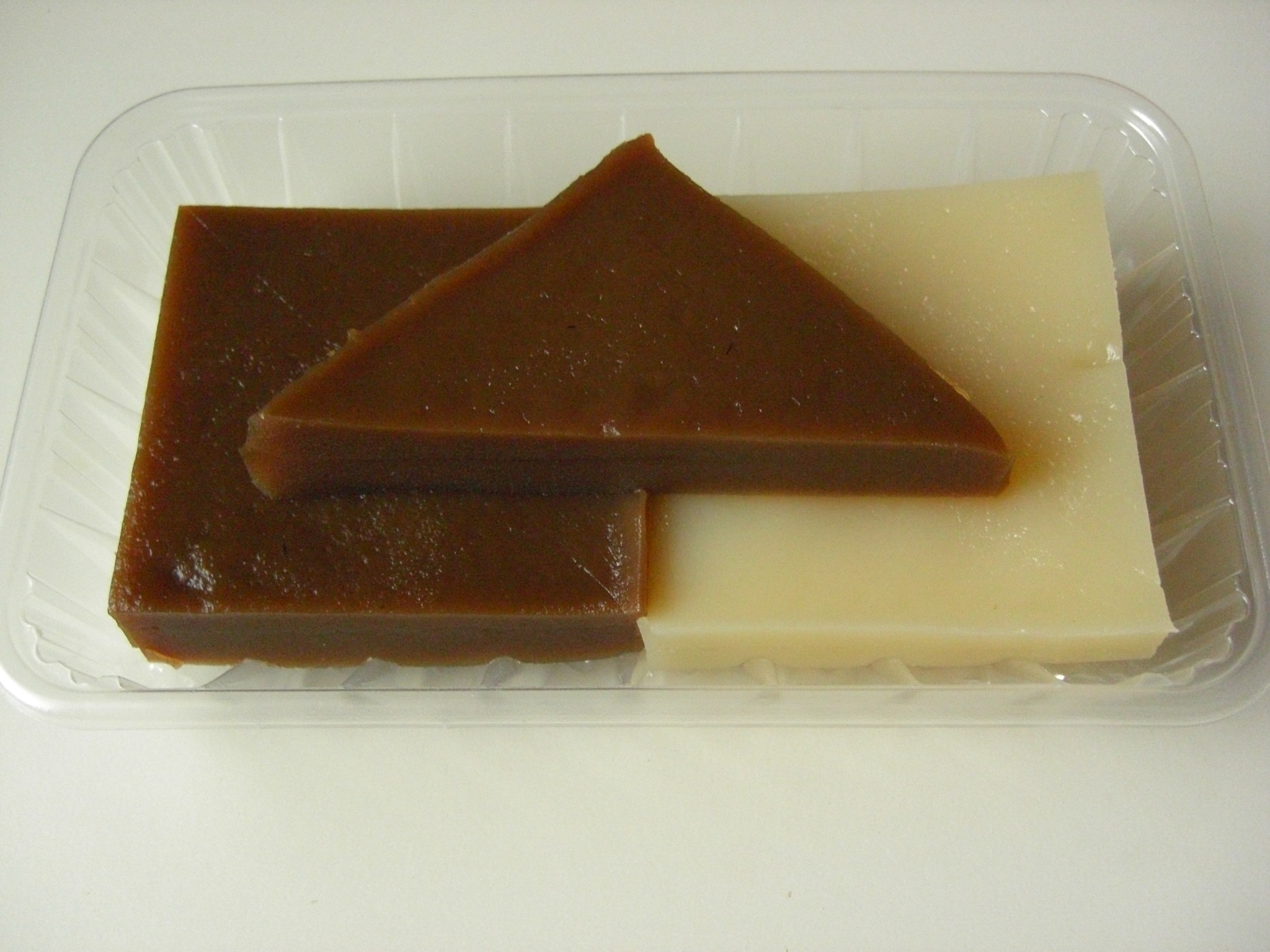
スーパーのういろう

名古屋ういろうは他の地域のういろうとは異なり、米からできる米粉を主原料として用いるのが一般的である。食感は餅のような弾力があり、庶民的な店では黒砂糖を使ったものも多くみられる。
名古屋ういろうの元祖は1659年（万治2年）創業の餅文総本店。小田原外郎家の方が歴史は古いが、先述した通りお菓子のういろうを一般に販売し始めたのは明治時代に入ってからである。そのためういろうを菓子として販売する業者としては餅文総本店が全国最古の老舗である。尾張藩第2代藩主の徳川光友に仕えた陳元贇からういろうの製法が伝えられたとの伝承があり、尾張藩主に献上し賞揚された当時の製法をそのまま残した「献上外良」をはじめ、様々な商品を展開している。現在よく見る巾着絞りタイプの一口ういろを他社に先駆けて発売したのも餅文総本店である。
雀おどり總本店は1856年（安政3年）の創業。
青柳総本家（1879年（明治12年）創業）が製造販売する「青柳ういろう」は、日本一の販売量を誇る。砂糖（しろ）・黒砂糖（くろ）・抹茶・小豆（上がり）・さくらのほか、さまざまな種類がある。「青柳」の屋号は徳川慶勝から贈られた。1931年（昭和6年）に名古屋駅の構内とプラットホームでういろうの立ち売りを始めた。1964年（昭和39年）に東海道新幹線が開通した後は、青柳ういろうだけが全列車内での車内販売を許されたことから、名古屋ういろうが全国的に知られるようになった。1968年（昭和43年）に業界に先駆けてういろうのフィルム充填製法を開発。ういろうの包装技術を進化させることで、出来立ての風味を閉じ込めういろうの日持ちを延ばすことに成功し、ういろうの土産需要に貢献した。1981年（昭和56年）にはひとくちサイズのういろうを発売。青柳ういろうの有名なローカルCMソングは多くの人に親しまれている。
大須ういろは1949年（昭和24年）の創業で、ういろうを「ういろ」の名称で製造販売を行なっているほか、ういろうにこし餡を加えた「ないろ（内良）」や異なる種類のういろうを3層に重ねた「味（み）いろ」などの製造販売を行なっている。
「仁王ういろう」　白（白砂糖）と黒（黒糖）の2種類｡甚目寺観音の節分の時に販売される。江戸時代から小麦粉がその主原料のういろう。
また、ういろうに似たものとしては「初かつを」がある。こちらは、米粉と小麦粉に本葛も加えてある。美濃忠のものが有名。半田市の生せんべいも固いういろうのような食感をしている。
桃太郎製菓は1973年（昭和48年）の創業で、2007年（平成19年）より、ういろうの製造販売を行なっている。所在地は岐阜県であるが、名古屋に近いことから、米粉を使用した名古屋ういろうである。

### 伊勢

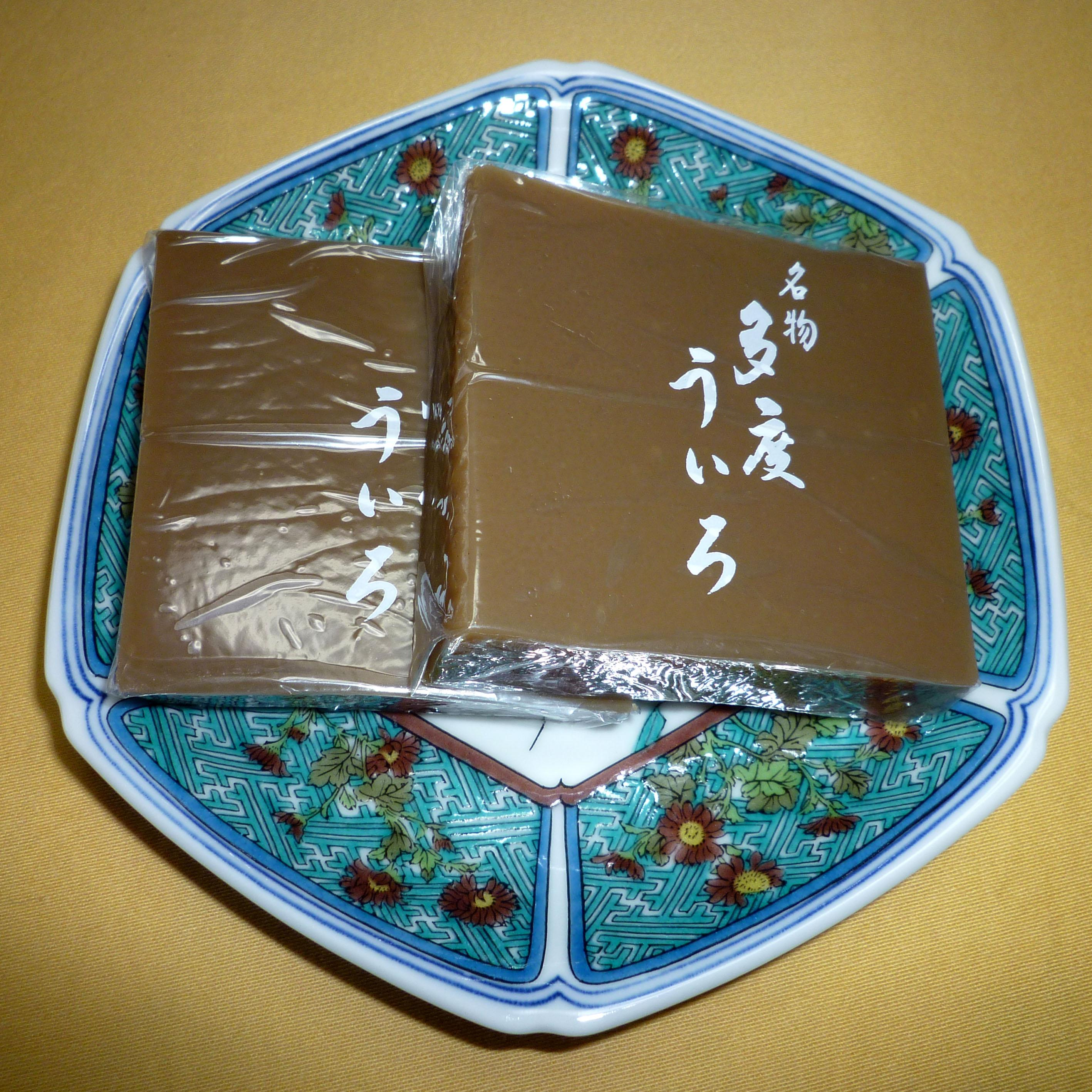
多度ういろ

伊勢地方では、伝統的に黒砂糖を用いたういろうが食されていた。
北勢地区の桑名市多度町の丸繁では、伝統的な黒糖を原料とした「多度ういろ」を製造販売している。甘さ控えめの味わいで、地域の名産として多度大社の参拝客などに親しまれている。
伊勢市の「虎屋ういろ」は、1938年（昭和13年）にういろう専門店となり、製造販売を行なっている。あっさりとした味わいで、原材料に小麦粉を使用するため、米粉を用いたものと比べてコシがあり弾力のある食感となる。また、防腐剤を使用しない生ういろうであるため、あまり日持ちしない。加える材料などで35種類程度のバリエーションがある。

### 京都

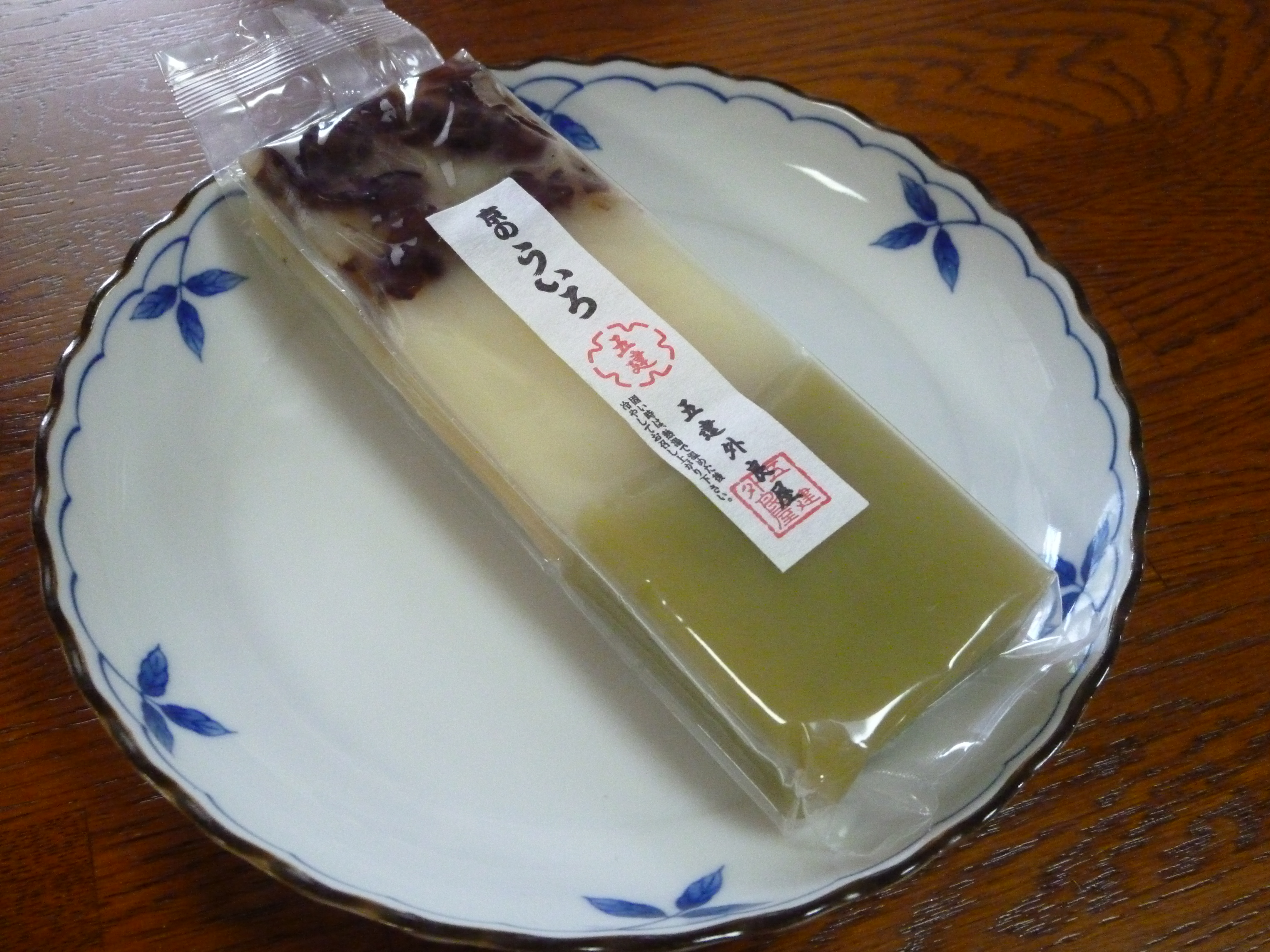
五建ういろ

1855年（安政2年）創業の五建外良屋が「五建ういろ」の製造販売を行なっている。また、茶席などで提供される主菓子（上生菓子）ではういろう皮を使ったものも多数作られていたり、ういろうのちまきも作られている。
「水無月」も京都ならではのお菓子である。白いういろうの上部に、煮た甘い小豆をのせて、三角に切った物である。無病息災を祈念して、夏越の祓つまり6月30日に食べる風習がある。「水無月」の名称は京都菓子工業組合が商標登録をしている。
庶民的な和菓子店やスーパーなどで売られているういろうも同じく三角形をしてパックで売られていることが多い。

### 神戸

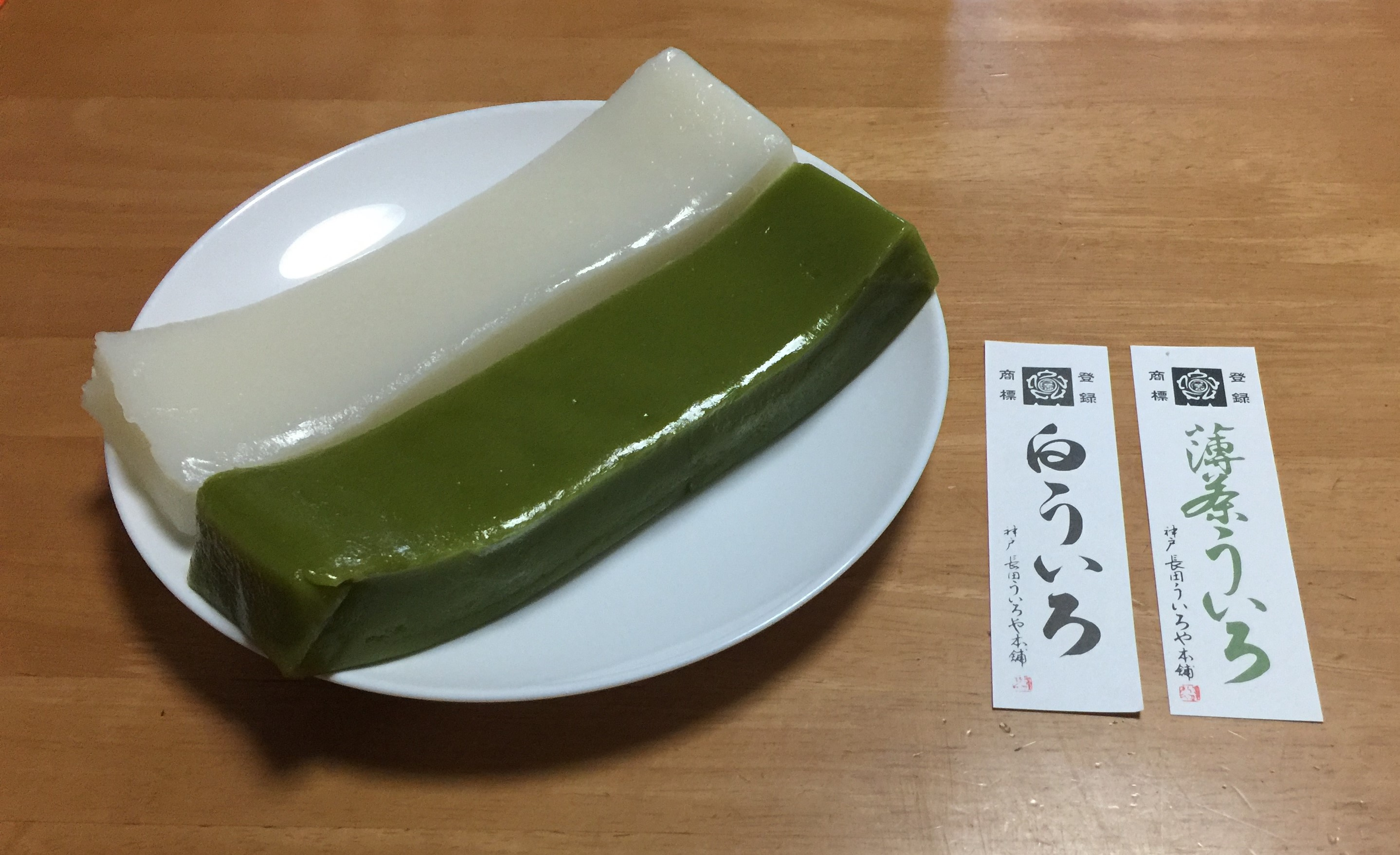
長田のういろや「白ういろ」「抹茶ういろ」

長田神社の門前にあった茶店が1877年（明治10年）に「ういろ」を出したのが始まりとされる。「ういろ」が評判となったため少し離れた場所に店を構え、「長田のういろや」として現在に至っている。
米粉と砂糖と葛粉を使った「白ういろ」と「抹茶ういろ」を販売している。独特の柔らかい食感を持っている。

### 山口

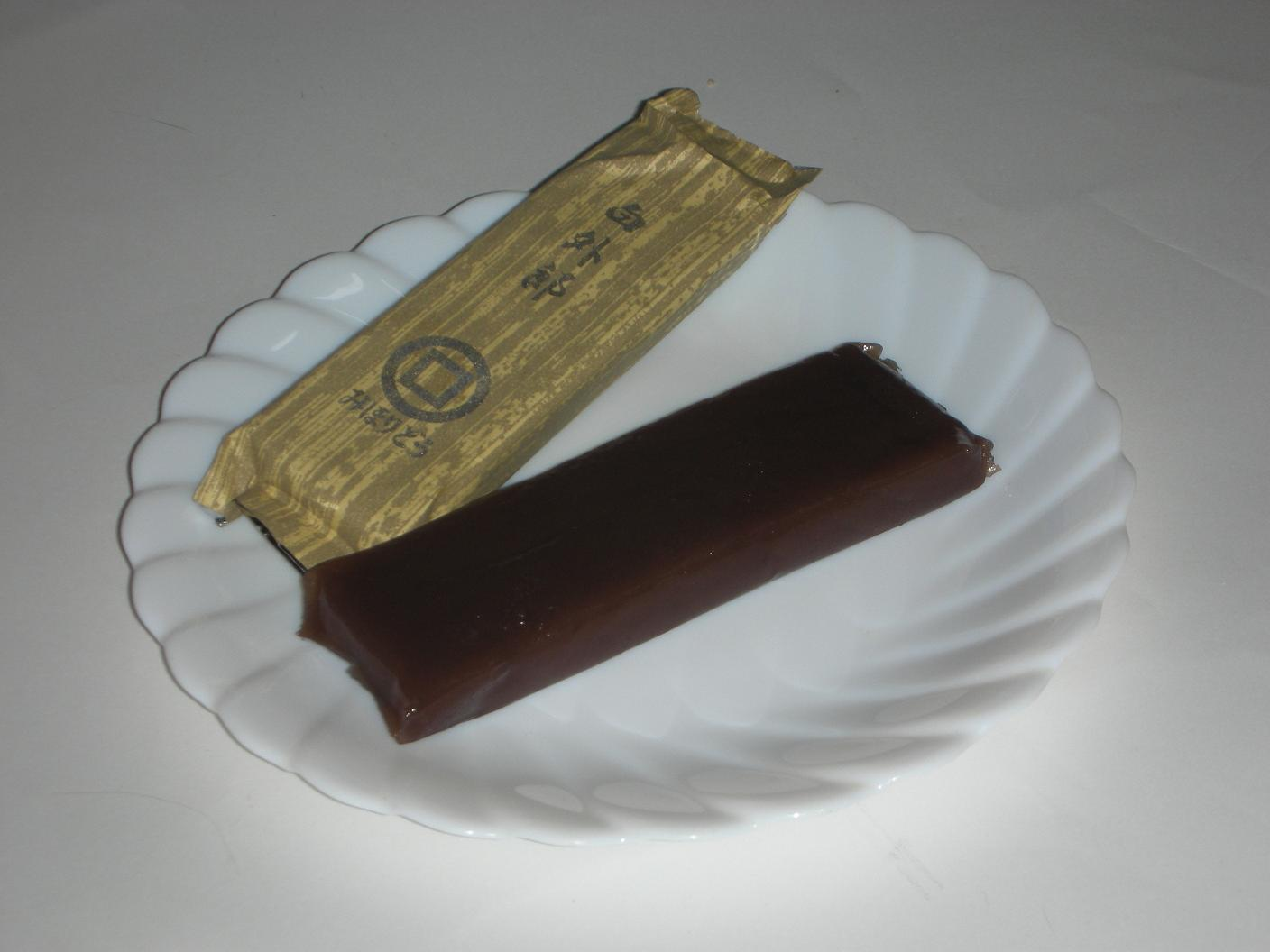
山口のういろう（御堀堂）

山口のういろうはワラビの粉に砂糖を加え、蒸して作られる。小豆、抹茶等が加えられることもある。他の地方のういろうと異なり、わらびもちを彷彿とさせる、くせのないとろりとした食感が特徴である。
山口県下では山口市だけでなく、県下の多くの地域でういろうが作られており、他に岩国市（ふるたのういろう）などが、ういろうが名物である都市として知られる。また周南市もかつてはういろうが名物であった（原要うい郎、2006年（平成18年）5月に廃業）。なお、現在では山口県内のどの新幹線駅売店でも手軽に購入できる。
山口ういろうは、室町時代に周防山口の秋津治郎作が現在の製法を考えたとする説もあるが、歴史的経緯については詳細は不明ですある。史実として確認できる最も古い例として承応3年（1654年）に萩藩が国目付を饗応した献立の中にういろうが登場することから、少なくとも江戸時代初期には山口にういろうが存在していたと考えられる。
現在の山口ういろうの元祖と言える存在が、現在の山口市大内御堀の萩往還沿いで江戸時代からういろう屋を営んでいた福田屋である。萩藩からも重用された福田屋は屋号を楳旭堂といい、明治維新後も地元の人々や来訪者に愛され、中原中也もよく食べていたとされる。しかしながら、福田屋は太平洋戦争で後継者をなくし、廃業してしまう。その後、その福田屋の職人だった人物が御堀堂を、福田屋のういろうをよく食べていた人物が豆子郎を創業し、山口ういろうの味が現在まで受け継がれることとなった。

### 徳島
「阿波ういろ」と総称される。

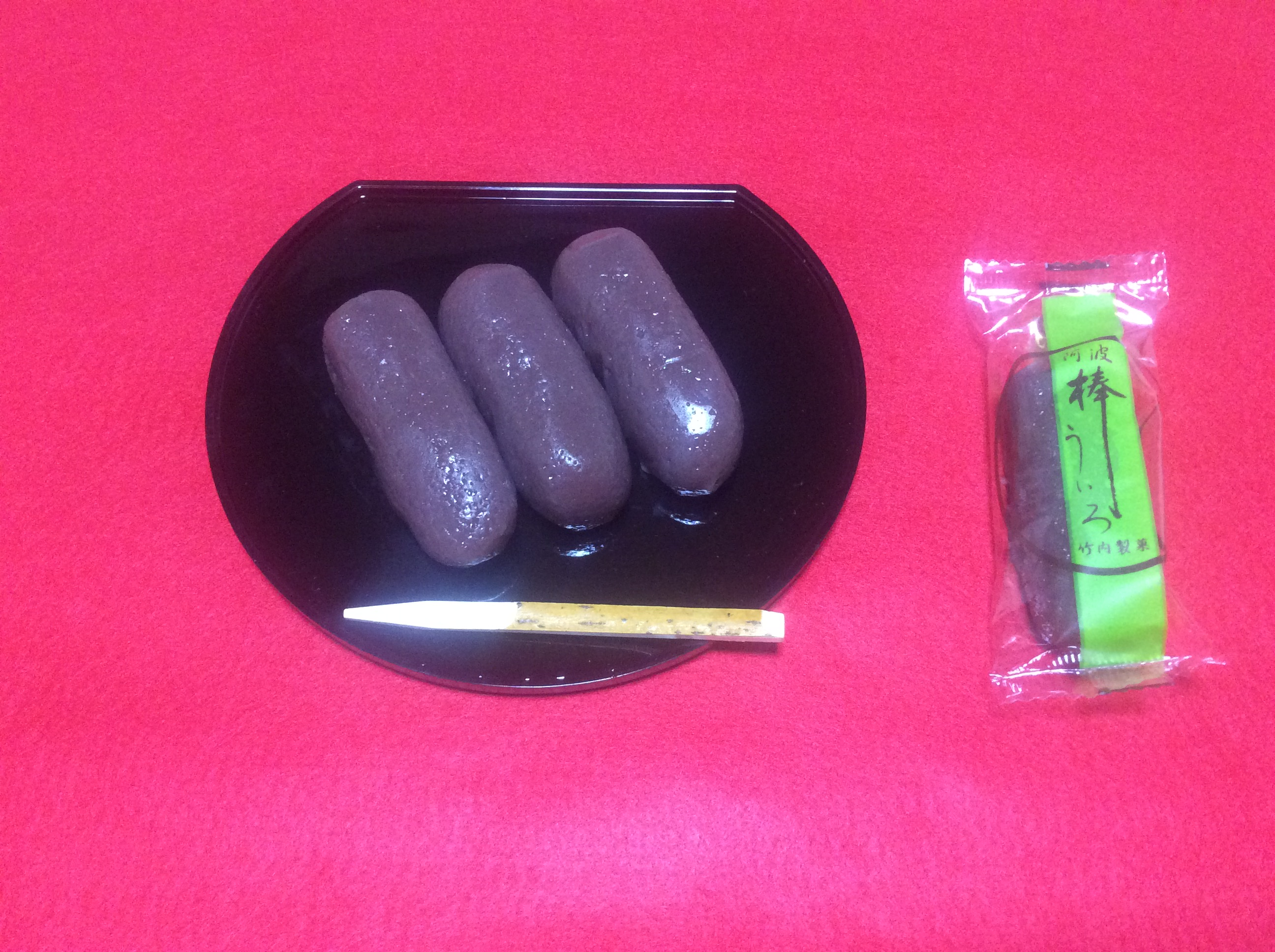
棒ういろ

徳島県においては、和三盆を用いたものや、漉し餡を混ぜて、棒状に加工した「棒ういろ」、「一口ういろ」、栗を用いた「栗ういろ」などが作られている。
七五三などの行事の際に自宅で作ることもあったという。

### 宮崎

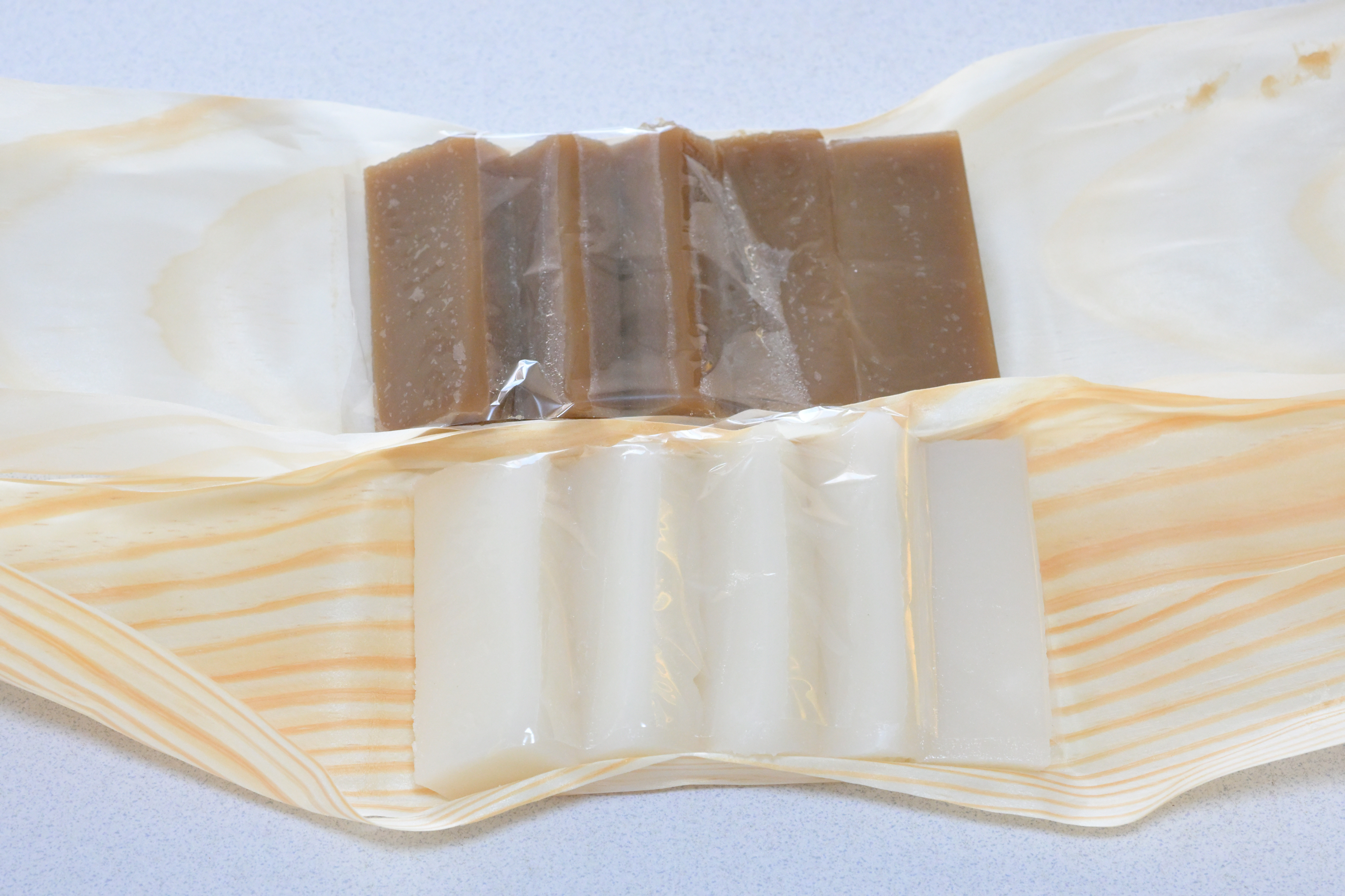
経木に包まれた、「青島宇以ろう」の「白」・「黒」

宮崎市青島で売られるものは「青島宇以ろう（ういろう）」と称される。「う」「い」にについては変体仮名で表記されており、平仮名以外の文字を使っているのは宮崎のみ、とされる。うるち米と砂糖を使った「白ういろう」と、黒砂糖を使った「黒ういろう」があり、昔ながらの経木に包まれている。
1877年（明治10年）頃から、現在の宮崎市折生迫で旅館を営んでいた鈴木サトが売るようになったといわれる。宮崎の郷土菓子である「いりこ餅」に対抗するべく、旅館で茶うけに出していた、地域に伝わる「もち菓子」を改良し生まれたという。考案者の鈴木にちなみ「おサト羊羹」と呼ばれていたが、いつしか「宇以ろう（ういろう）餅」、「宇以ろう」と呼ばれるようになった。インパクトを出すために、通常の仮名でなく、変体仮名を使った、とされている。大正末期から昭和初期にかけて「鈴木さと本店」として、店頭販売を行い、宮崎市の観光地・青島で特産品として売られるようになった。
もともと賞味期限が1日程度しかなく、購入した当日に食べきれなかった分は処分せざるを得なかった。
今では、真空技術が進み、保存料を使わず消費期限が延長なったため、遠方のファンも出来立ての味を楽しめるようになった。
最近では主原料も宮崎県産米で作られた地元原料にこだわる日向夏や宮崎マンゴー味、都城茶味、都農町ではトマト味も販売されている。